# Rakottszoknyáspálma
A rakottszoknyáspálma (Copernicia macroglossa) az egyszikűek (Liliopsida) osztályának a pálmavirágúak (Arecales) rendjébe, ezen belül a pálmafélék (Arecaceae) családjába tartozó faj.

## Előfordulása
A rakottszoknyáspálma őshazája Nyugat- és Közép-Kuba, de egyéb országok parkjaiba is betelepítették.

## Megjelenése
Kis termetű pálma, kerekded, alig nyeles, legyező alakú levelekkel, melyek közül a legidősebbek is még zöldek és csaknem vízszintesen állnak. A törzset a levélüstök alatt az elpusztult levelekből képződött tömött köpeny burkolja. A pálma felálló törzsű, alacsony, 4-5 méteres fa, alkalomadtán akár 8 méteresre is megnőhet. Levele legyezőszerű, a levéllemez alsó harmadáig tenyeresen osztott, mintegy 2 méter átmérőjű. A levélnyél alig ismerhető fel. Az elpusztult levelekből képződő „szoknya” csaknem olyan széles, mint a levélüstök; magasabb egyedeken már nem ér le a talajig. Kicsi, zöldessárga virágai többszörösen elágazó virágzatokban fejlődnek, amelyek a levelek között erednek, és azok közül többnyire kiemelkednek. Csaknem gömb alakú termése, mintegy 1,5 centiméter átmérőjű.

## Képek

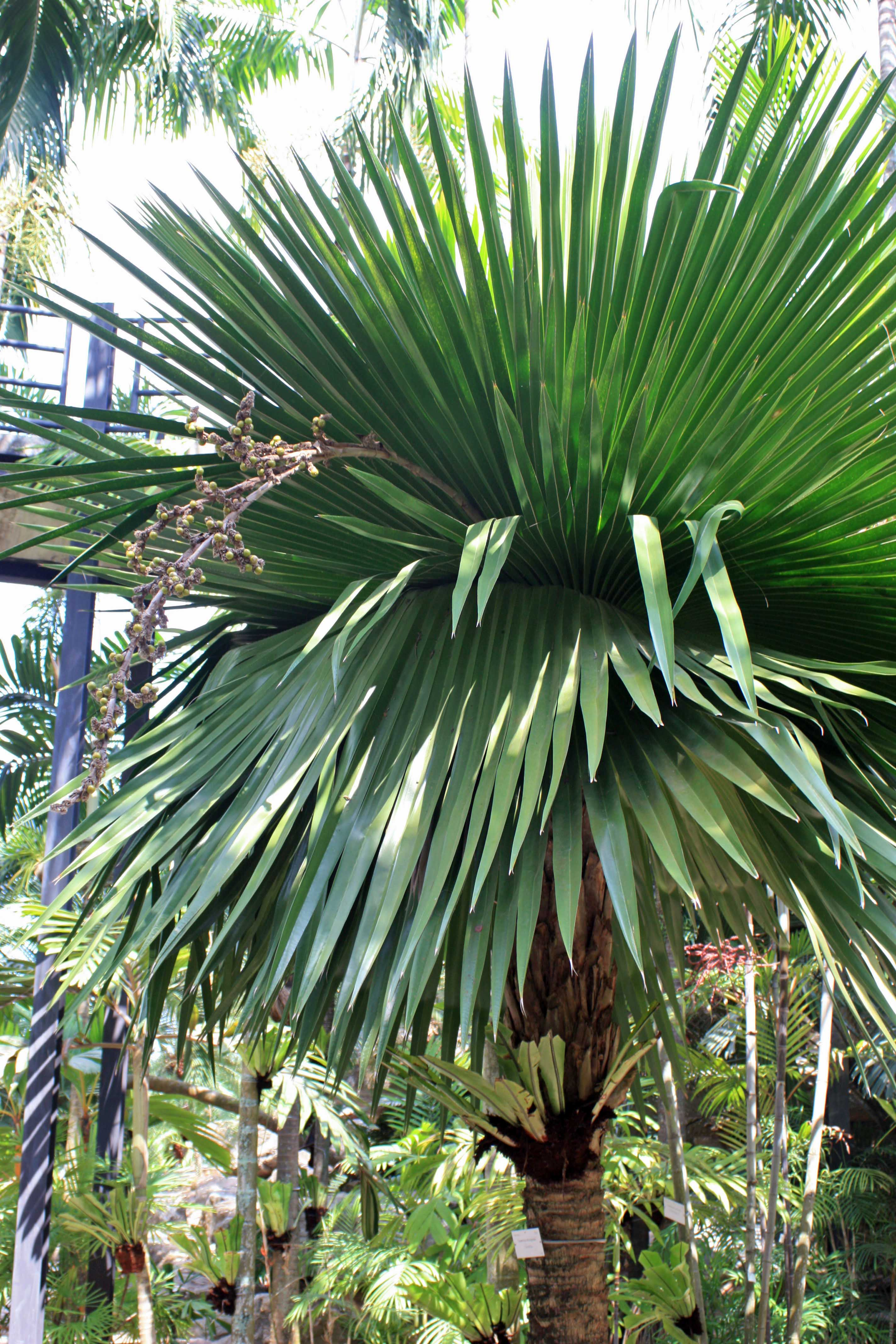
a növény
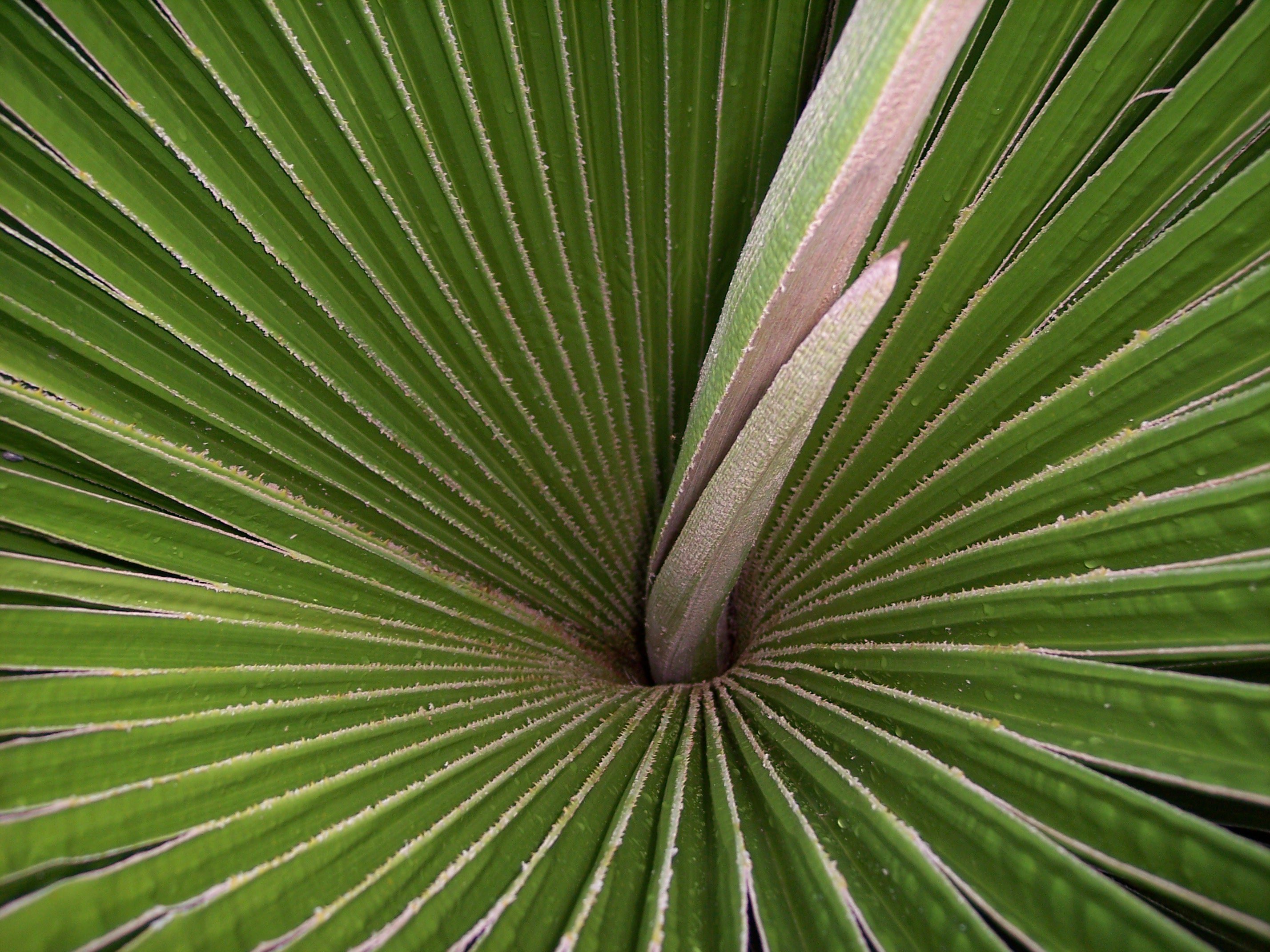
levelei